# Conthil
Conthil é uma comuna francesa na região administrativa de Grande Leste, no departamento de Mosela. Estende-se por uma área de 9,31 km². Em 2010 a comuna tinha 161 habitantes (densidade: 17,3 hab./km²).